# クレメンス6世 (ローマ教皇)
クレメンス6世（Clemens VI、1291年 - 1352年12月6日）は、アヴィニョン捕囚の時期のローマ教皇（在位：1342年 - 1352年）。フランス王国出身で、本名はピエール・ロジェ（Pierre Roger）。

## 生涯

### 教皇選出以前
1291年、フランス王国のシャトー・ド・モーモン（Château de Maumont、現コレーズ県ロジエ＝デグルトンにあるシャトー）で生まれた。10歳のときにベネディクト会のラ・シェーズ＝デュー修道院に入った後、パリ大学を卒業して教授になった。ピエール・ゴーヴァン・ド・モルトマール枢機卿から教皇ヨハネス22世に紹介されると、ニームにあるサン＝ボーディル（Saint-Baudil）小修道院の院長、次いでフェカン修道院の院長に任命され、1328年にアラス司教、1329年にサンス大司教に昇進、1330年にルーアン大司教に転じた。1338年、ベネディクトゥス12世によりサンティ・ネレオ・エ・アキレオ聖堂を名義教会として司祭枢機卿に任命された。

### 教皇選出
ベネディクトゥス12世の死去を受けてアヴィニョンでコンクラーヴェが行われ、1342年5月7日に17人の枢機卿により全会一致で教皇に選出された。フランス王フィリップ6世は息子ジャンを使者としてコンクラーヴェに派遣し、ロジェが選出されるよう仕向けようとしたが、どちらにせよ枢機卿たちはベネディクトゥス12世の強硬さを嫌い、より寛大なロジェを選出する意向であり、フィリップ6世の介入は実際には不必要だったとされる。ロジェは教皇として寛容であるべきと考えて、教皇名に寛容を意味する「クレメンス」を名乗った。5月19日、アヴィニョンで戴冠した。

### 教皇として
即位後の1343年、ローマ市民代表のニコラ・ディ・リエンツォ（通称コーラ）がアヴィニョンを訪れ、教皇のローマ帰還を熱心に訴える。教皇はコーラの訴えに感銘を受け、第2回聖年（1350年）を実施する旨を定め、コーラに祝福を与えた。コーラはローマに帰った後、1347年に護民官となってコロンナ家などの貴族層を抑え、市の実権を握る（コーラ革命とも呼ばれる）。アヴィニョンにいた人文主義者・ペトラルカも多大な期待をかけていたが、コーラは次第に尊大な振る舞いに出たため、教皇庁からも批判を受け、まもなく失脚、後に捕らえられてアヴィニョンに移される（コーラは次の教皇インノケンティウス6世のときに再びローマの実権を握るがまたも失脚、最後は処刑された）。
1346年、ヨハネス22世の代から対立している神聖ローマ皇帝ルートヴィヒ4世を廃位、カール4世を皇帝に擁立した。1350年の聖年には多くの巡礼者がローマを訪れたが、教皇がローマに赴くことはなかった。アヴィニョン捕囚が終わる時期は、1370年にクレメンス6世と同名の甥がグレゴリウス11世に選出され、ローマへ帰還した1377年である。
教会の組織機構を整備させた一方、1348年にナポリ女王兼プロヴァンス女伯ジョヴァンナからアヴィニョン市を買い取り、前教皇ベネディクトゥス12世が始めた教皇庁宮殿の建設などを行ったために財政状況は悪化したという（なお、アヴィニョンはフランス革命まで教皇領として続く）。教皇庁建設には各地から画家らが集まり、国際ゴシック様式の普及に一役買った。
同1348年1月頃からアヴィニョンがペスト禍にさらされており、この間にクレメンス6世は新しい墓地のための土地を買い入れ、瀕死の病人全てに赦免を与え、病気の原因を探るために医師による死体解剖を許可し、ユダヤ人迫害を弾劾する勅書を出した。しかしなすすべなく、同年5月にはエトワール＝シュル＝ローヌ（現ドローム県、アヴィニョンより北北東）に避難した。
その豪奢な生活でも知られており、「どんな君主も、金遣いの派手さでかなう者はなく、気前のよさでも匹敵する者はいない」、白テンの毛皮を1080枚も所持し、「ギャンブルや競馬」に打ち興じ、「教皇の宮殿は……時間を問わず、つねに女性を歓迎」していたという。